# Воля (Самборский район)
Воля (укр. Воля) — село в Старосамборской городской общине Самборского района Львовской области Украины на реке Кремянке.
Население по переписи 2001 года составляло 816 человек. Занимает площадь 2,12 км². Почтовый индекс — 82083. Телефонный код — 3238.

## История
В 1946 году указом ПВС УССР село Воля-Коблянская переименовано в Воля.